# لانس هيل
لانس هيل (بالإنجليزية: Lance Hill)‏ (17 فبراير 1972 بالولايات المتحدة - ) هو لاعب كرة قدم أمريكي في مركز الهجوم. لعب مع New Orleans Storm ‏.